# Kondrač
Kondrač (dříve také Kondrac nebo Kondráč, německy Neudorf) je vesnice, část obce Kamenná v okrese České Budějovice v Jihočeském kraji. Nachází se asi 1,5 kilometru západně od Kamenné. Je zde evidováno 51 adres. V roce 2011 zde trvale žilo šedesát obyvatel.
Kondrač je také název katastrálního území o rozloze 6,23 km², které se nachází v nadmořské výšce 542 m (Kondračský potok) až 682 m (Kondračská hora). Vesnicí protéká Kondračský potok a prochází naučná stezka Krajinou humanity.

## Historie
První písemná zmínka o vesnici pochází z roku 1367. V roce 1930 zde žilo 482 obyvatel. V letech 1938 až 1945 byla ves v důsledku uzavření Mnichovské dohody přičleněna k nacistickému Německu.

## Obyvatelstvo
| Rok            | 1869 | 1880 | 1890 | 1900 | 1910 | 1921 | 1930 | 1950 | 1961 | 1970 | 1980 | 1991 | 2001 | 2011 | 2021 |
| -------------- | ---- | ---- | ---- | ---- | ---- | ---- | ---- | ---- | ---- | ---- | ---- | ---- | ---- | ---- | ---- |
| Počet obyvatel | 370  | 405  | 393  | 387  | 371  | 392  | 368  | 155  | 167  | 154  | 81   | 50   | 52   | 60   | 70   |
| Počet domů     | 75   | 75   | 75   | 69   | 67   | 67   | 79   | 52   | 37   | 31   | 24   | 39   | 46   | 53   | 56   |

## Obecní správa
Při sčítání lidu v letech 1850–1868 Kondrač byla samostatnou obcí v okrese Budějovice. V letech 1869–1889 byly osadou obce Pěčín, ale v letech 1889–1964 byla uváděna znovu jako obec, se kterým patřila nejprve do okresu České Budějovice (v letech 1890–1910 Budějovice), ale v roce 1950 v okrese Trhové Sviny a od roku 1960 v okrese České Budějovice. Od 14. června 1964 do 31. prosince 1975 byla osadou obce Kamenná v okrese České Budějovice. Od 1. ledna 1976 do 23. listopadu 1990 byla částí města Trhové Sviny v okrese České Budějovice. Od 24. listopadu 1990 je opět částí obce Kamenná v okrese České Budějovice. V letech 1890–1922 k obci patřily Boršíkov a Chvalkov a v letech 1890–1958 také Klažary.

## Pamětihodnosti
- Kostel Nejsvětější Trojice
- Pomník českého osídlení 1945
- Naučná stezka Krajinou humanity – v březnu 2021 s jednou funkční informační tabulí
- Křížky – jeden před kostelem, druhý západně od vsi a třetí mezi Klažary and Kondračí, jehož nápis v němčině vyzývá poutníka, aby přistoupil, podíval se a pomyslel na to, že Kristus zemřel na kříži
- Památný dub u Kahounů rybníka, menšího ze dvou rybníků severovýchodně od vsi
- Památná Kondračská lípa směrem na Kamennou východně od vsi

## Fotogalerie

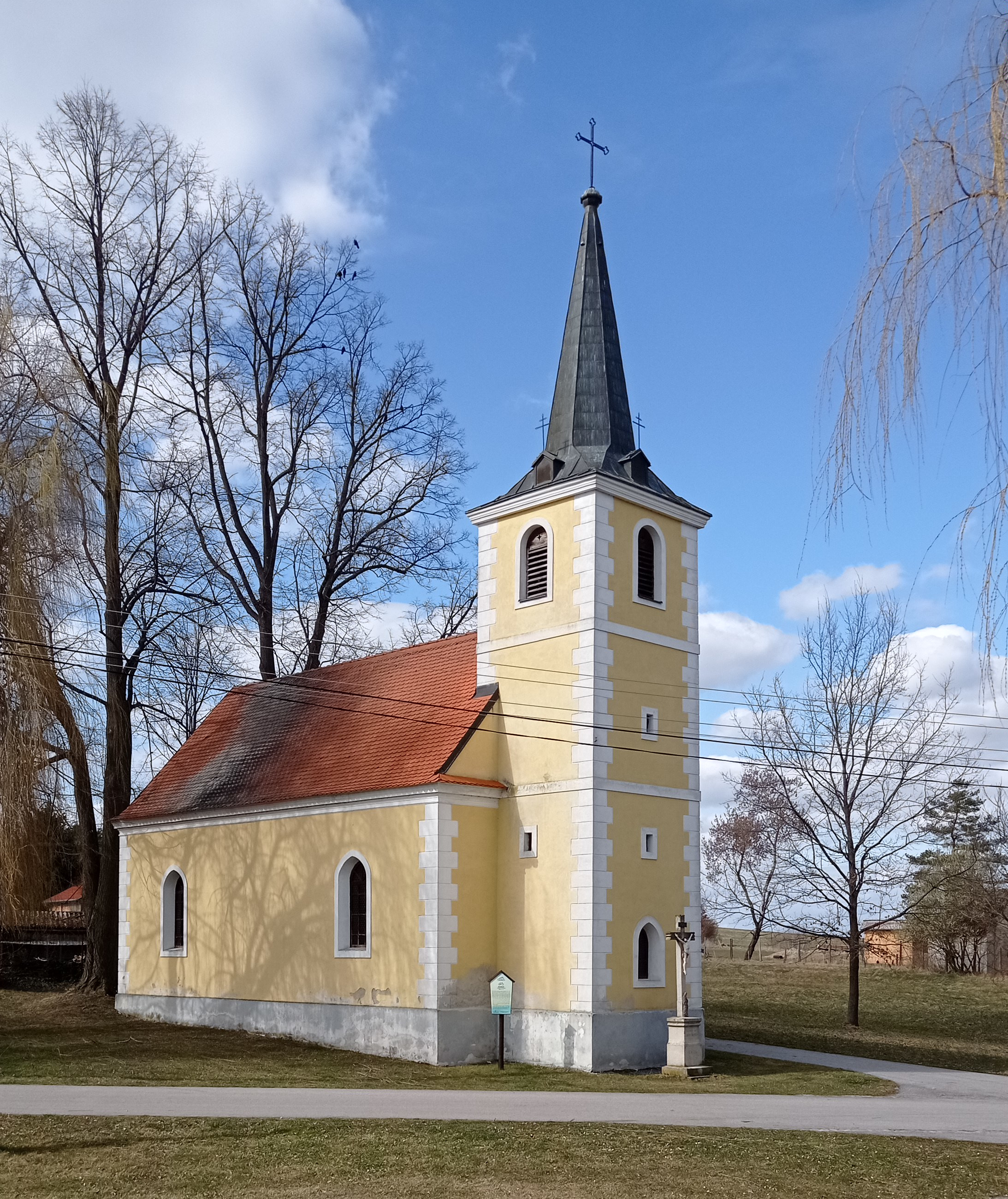
Kostel Nejsvětější Trojice
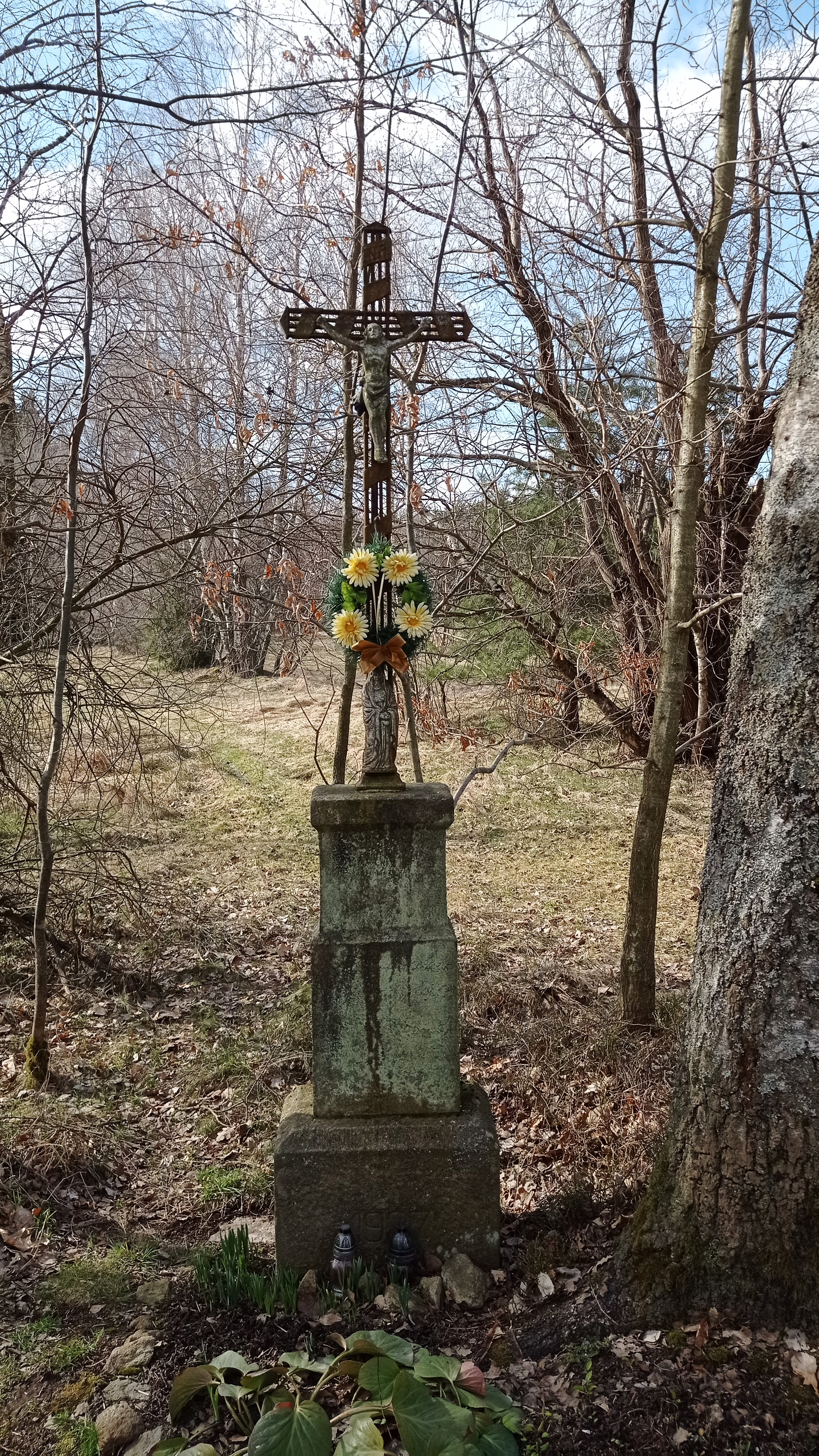
Křížek západně od vsi
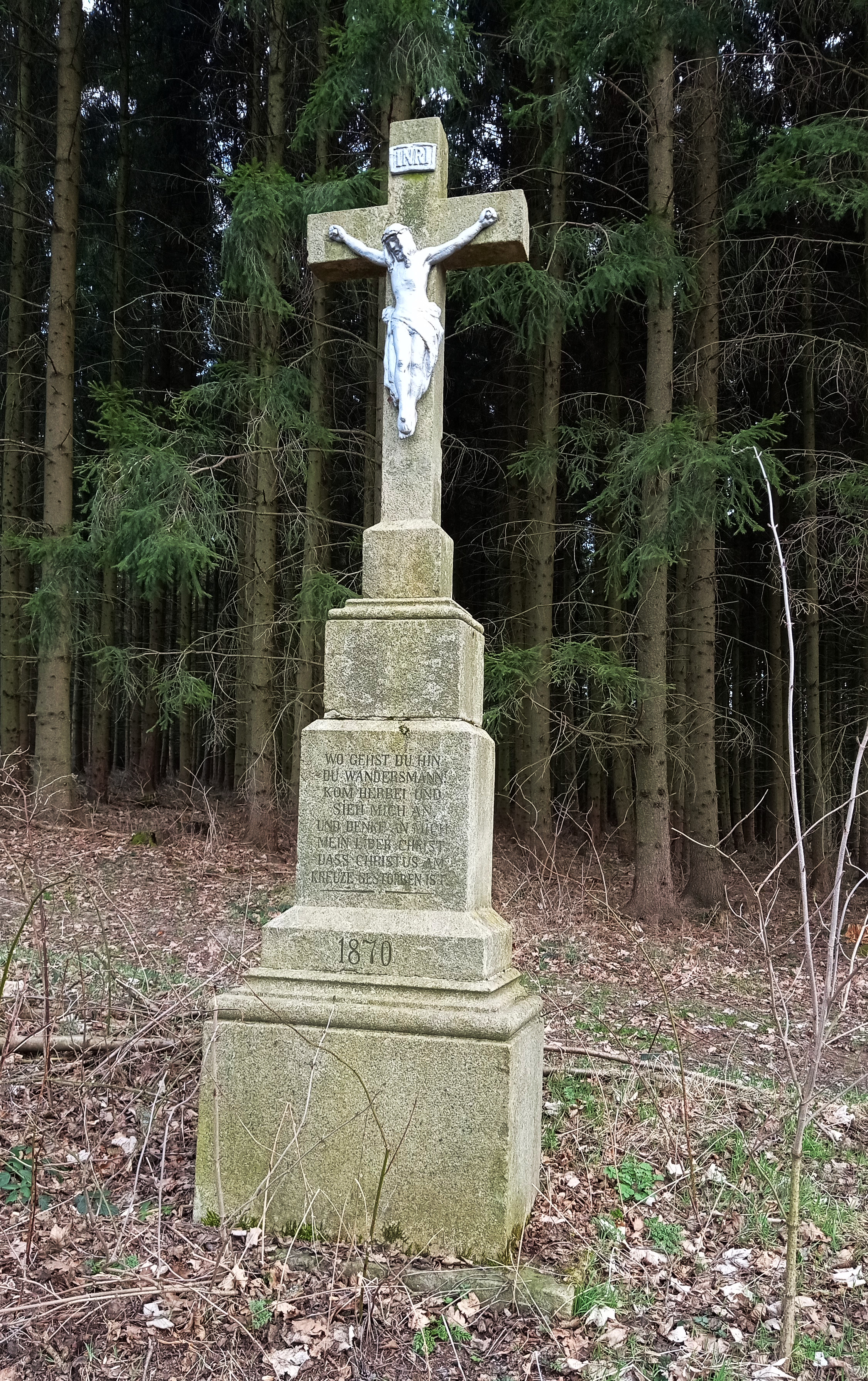
Kříž u Velkého Kondračského rybníka
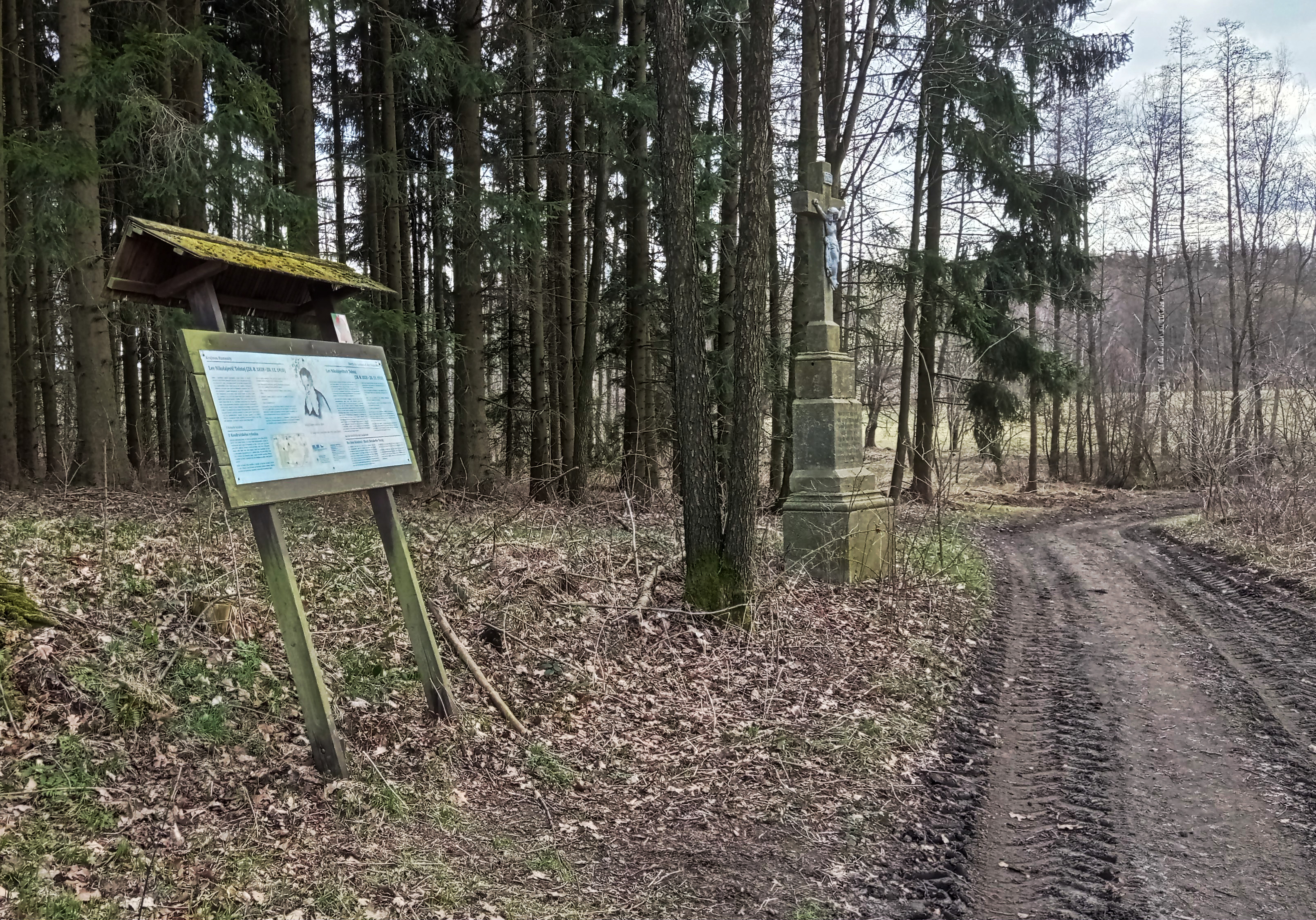
Infotabule NS Krajinou humanity
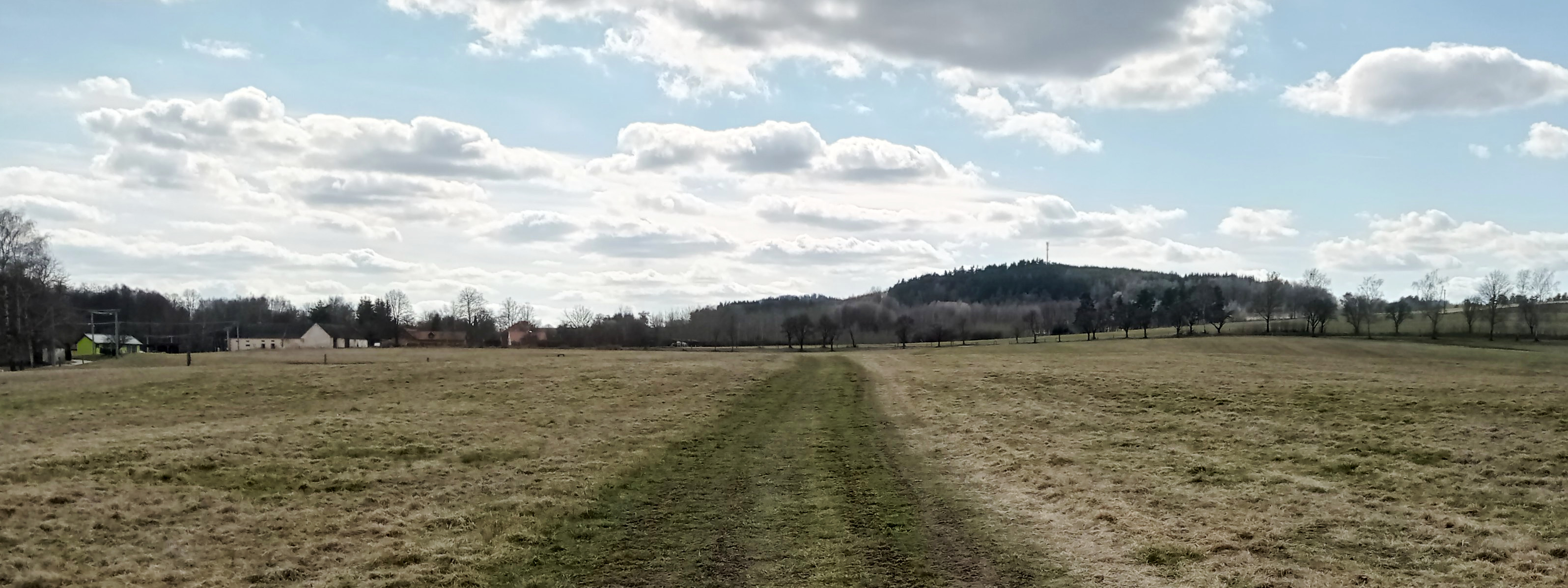
Kondračská hora
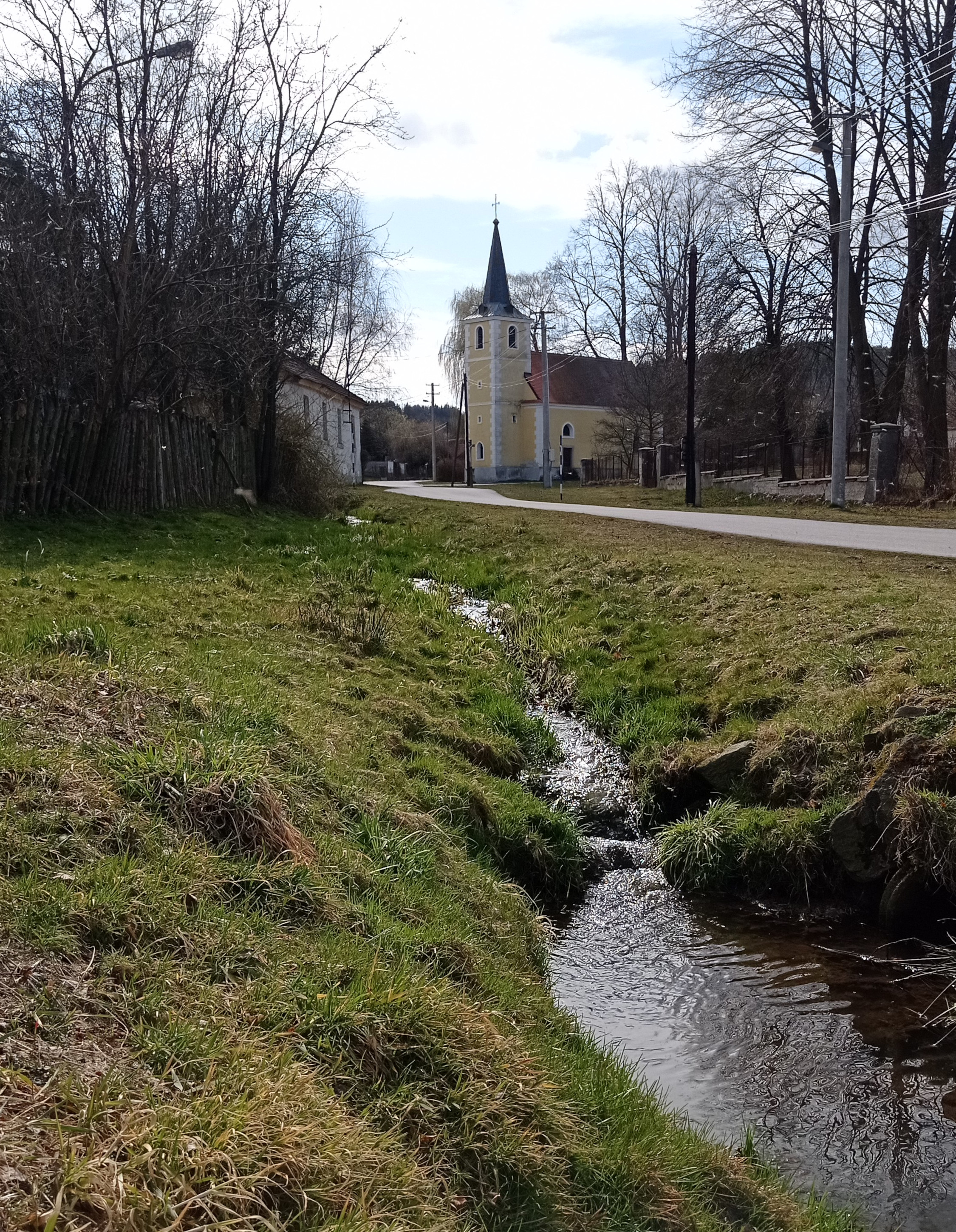
Kondračský potok
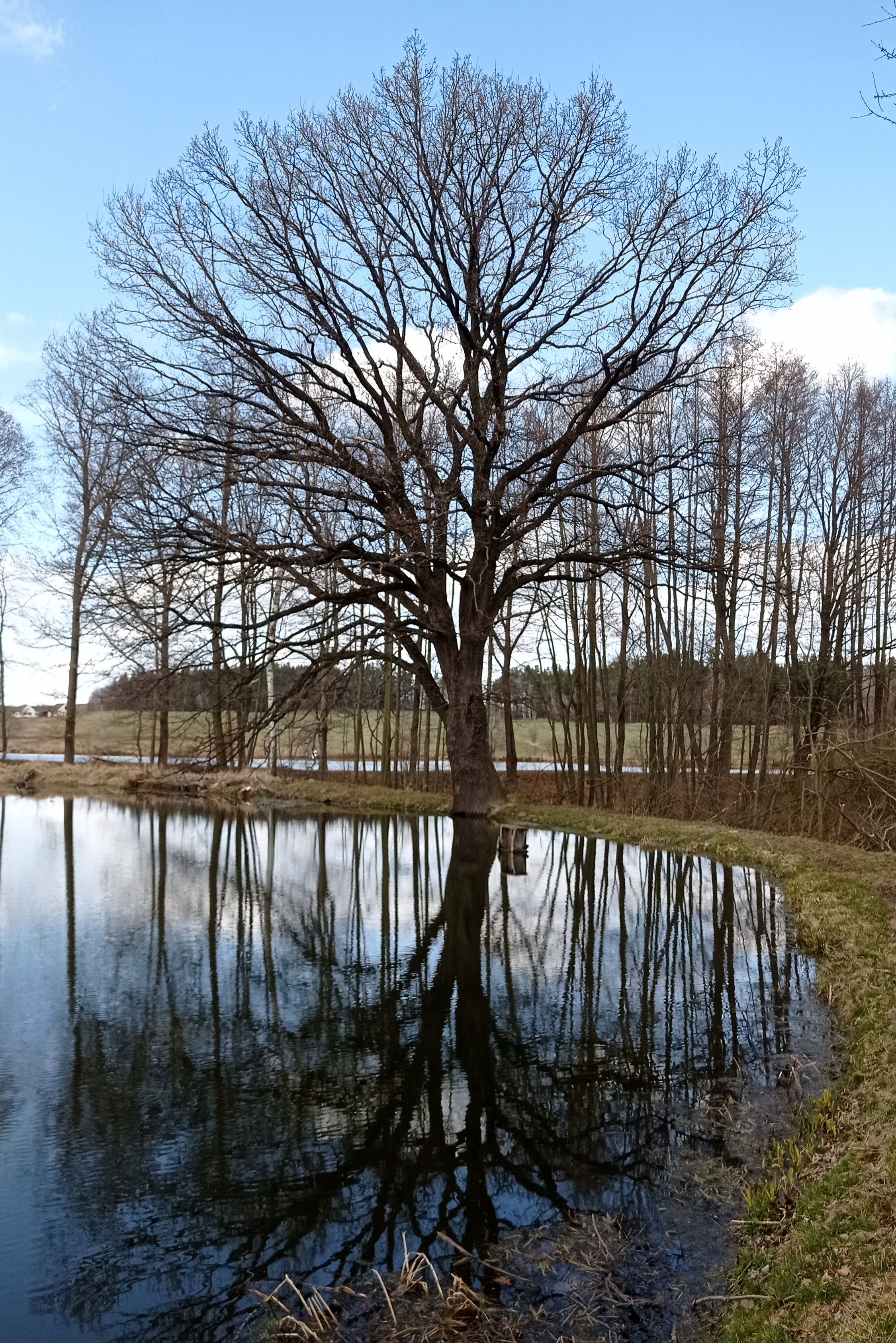
Dub u Kahounů rybníka